# Route nationale 1 (Roumanie)
Pour les articles homonymes, voir Route nationale 1.
La DN1 (Drumul Național 1) est une route nationale importante en Roumanie qui relie Bucarest à la partie Nord-Ouest du pays et la frontière avec la Hongrie au niveau de la ville de Borș. Elle passe par les grandes villes roumaines de Ploiești, Brașov, Sibiu, Alba Iulia, Cluj-Napoca, ou encore Oradea.

## Description
De nombreux bouchons apparaissent sur la section Comarnic - Brașov, notamment du fait du volume du trafic touristique dans la Vallée de Prahova dans une zone où la route est rétrécie à deux voies.
Le segment de la DN1 situé dans la zone nord de Bucarest a été rénovée à la fin de l'année 2005. Il est maintenant constitué en 3 voies dans les deux sens de la circulation et dispose de deux nouveaux échangeurs au niveau de l'aéroport Henri Coandǎ ainsi que d'un pont au niveau d'Otopeni. Même si elle ne dispose pas des spécifications d'une autoroute, la route DN1 peut être considérée comme une voie expresse sur certains tronçons. Un système moderne de caméra-surveillance a également été installé sur le tronçon entre Bucarest et Sinaia pour la prévention contre des excès de vitesse et des accidents.
Sur le tronçon Bucarest - Brașov, des restrictions de conduite sont appliquées pendant la journée de lundi à vendredi pour les véhicules de Poids total autorisé en charge supérieur à 7,5 tonnes et le week-end pour les véhicules de Poids total autorisé en charge supérieur à 3,5 tonnes. Sur le tronçon Cluj-Napoca - Oradea, des restrictions sont appliquées pour les véhicules de poids total autorisé en charge supérieur à 7,5 tonnes les samedis et dimanches.
Il est prévu que l'autoroute A3 supporte une partie du trafic de la DN1 lorsque l'autoroute sera terminée. La route nationale sera alors réduite de 59 km.

## Tracé
| Km     | Agglomérations | Carte interactive |
| ------ | -------------- | ----------------- |
| 0 km   | Ploiești       |                   |
|        | Câmpina        |                   |
|        | Sinaia         |                   |
|        | Bușteni        |                   |
|        | Predeal        |                   |
|        | Brașov         |                   |
|        | Ghimbav        |                   |
|        | Codlea         |                   |
|        | Făgăraș        |                   |
|        | Avrig          |                   |
|        | Sibiu          |                   |
|        | Săliște        |                   |
|        | Sebeș          |                   |
|        | Alba Iulia     |                   |
|        | Aiud           |                   |
|        | Turda          |                   |
|        | Cluj-Napoca    |                   |
|        | Huedin         |                   |
|        | Aleșd          |                   |
| 627 km | Oradea         |                   |